# Festhalle (Feuerbach)

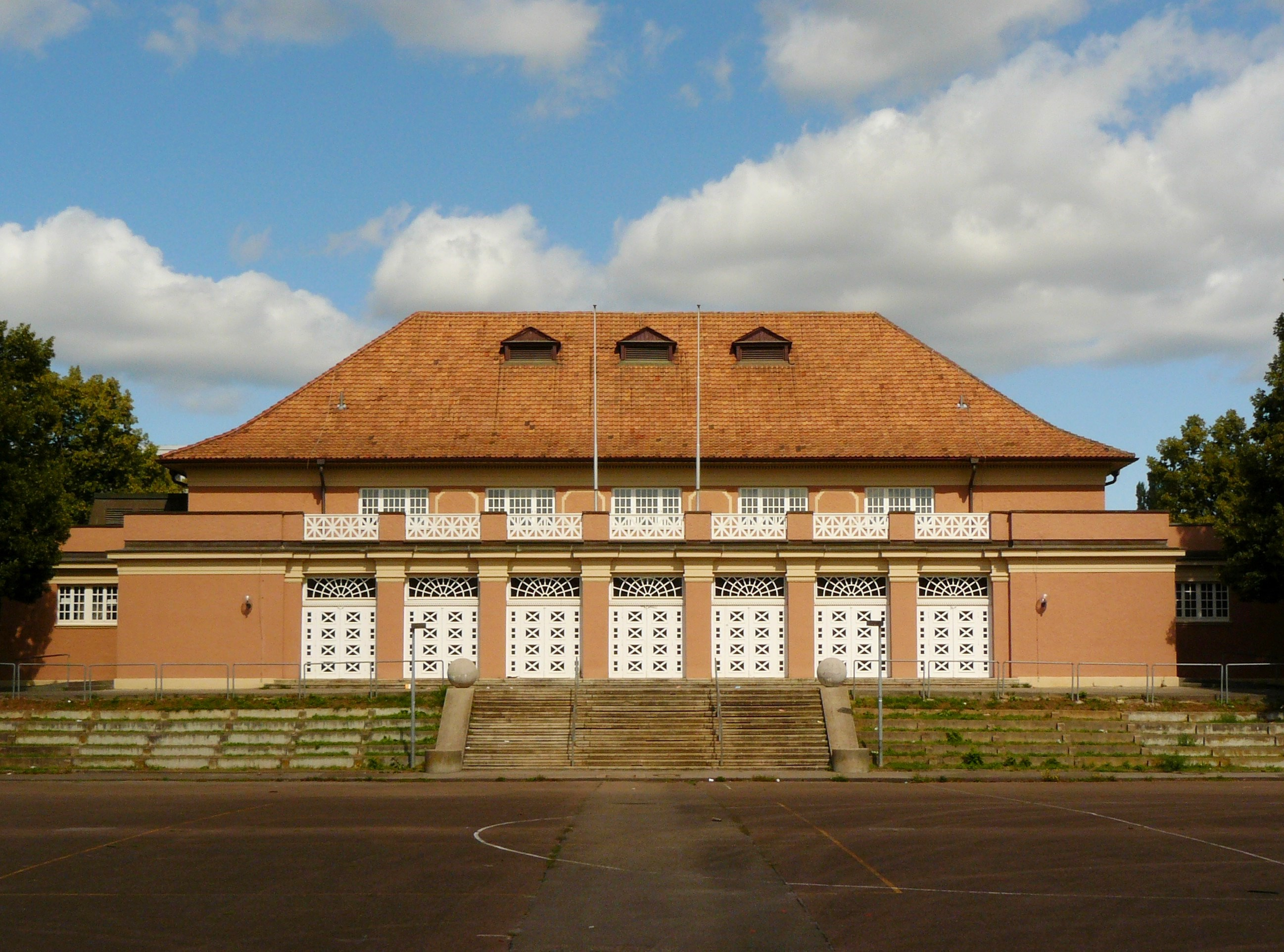
Kulturdenkmal Festhalle Feuerbach

Die Festhalle samt Torbauten und Freiflächen in der Kärntner Straße 46–50 in Stuttgart-Feuerbach ist ein Bauwerk von Paul Bonatz und Friedrich Eugen Scholer, das seit 1992 als Sachgesamtheit unter Denkmalschutz steht.

## Geschichte
Die Geschichte der Turn- und Festhalle ist mit der des Leibniz-Gymnasiums verbunden, das aus einer einst privat geführten Realschule hervorging. Wegen der Raumnot, in der sich zu Beginn des 20. Jahrhunderts die Königliche Realschule mit rund 450 Schülern befand, erhielt der Architekt Paul Bonatz vom Gemeinderat der Stadt Feuerbach den Auftrag, ein Schulhaus zu gestalten. Gleichzeitig erging der Auftrag zum Entwurf einer Festhalle.
Bonatz und Friedrich Eugen Scholer entwarfen das Bauwerk, das Merkmale des Neoklassizismus und des Jugendstils aufweist und in den Jahren 1911 und 1912 gebaut wurde. Wilhelm Weigel schuf die ornamentale Dekorationsmalerei an der Balkendecke im Inneren.
Ihre erste Nutzung erfuhr die Halle 1912 als Ausstellungsfläche der Gewerbe- und Industrieausstellung. Später diente sie als Turn- und Festhalle der Gemeinde. Sie überstand den Zweiten Weltkrieg leicht beschädigt. 1975 wurde der Abriss des Bauwerks diskutiert; nach deutlichem Widerspruch wurde 1979 stattdessen eine Generalsanierung samt Anbau von Räumlichkeiten für die Küche und für Vereinsräume beschlossen. Diese Sanierung und Erweiterung fand in den Jahren 1980 bis 1982 statt. Seitdem besitzt die Halle zwei jüngere Seitenflügel und einen Vorbau.
Die freistehende Festhalle weist außerdem eine begehbare Dachterrasse auf. Sie ist durch eine Treppe mit einem tiefer liegenden Platz verbunden. Am Zugang zu diesem Platz befinden sich zwei kleinere Säulenbauten.
Die Halle wird von Vereinen und anderen Organisationen für Veranstaltungen genutzt. Die in die Jahre gekommene Innenausstattung, etwa Beleuchtung und Bühnentechnik, sollte ab 2014 saniert werden.